# أليساندرو سكيالبي
اليساندرو سكيالبي (بالإيطالية: Alessandro Scialpi)‏ (23 فبراير 1992 بغاليبولي في إيطاليا - ) هو لاعب كرة قدم إيطالي في مركز الوسط. شارك مع منتخب إيطاليا تحت 16 سنة لكرة القدم ومنتخب إيطاليا تحت 18 سنة لكرة القدم. أما مع النوادي، فقد لعب مع نادي فاريسي ونادي فينيزيا ونادي كاربي ونادي كومو وAS Melfi ‏ وASD Martina Calcio 1947 ‏.

## وصلات خارجية
- اليساندرو سكيالبي على موقع الاتحاد الدولي (مؤرشف)  (الإنجليزية)
- اليساندرو سكيالبي على موقع قاعدة بيانات كرة القدم.إي يو (الإنجليزية)